# Lista över ledamöter av Sveriges riksdags första kammare 1957
Ledamöter av Sveriges riksdags första kammare 1957.
Nyval till första kammaren förrättades 1956 i Östergötlands, Västernorrlands och Jämtlands läns valkrets samt ett mandat som överflyttats från Jämtlands län till Stockholms stad.

## Stockholms stad
- Knut Ewerlöf, direktör, h
- Ebon Andersson, bibliotekarie, h
- John Bergvall, f.d. borgarråd, fp
- Erik Englund, f.d. aktuarie, fp
- Ingrid Gärde Widemar, fru, fp
- Nils Aastrup, direktör, fp
- Birger Lundström, partisekreterare, fp
- David Ollén, redaktör, fp
- Axel Strand, f.d. ordf. i LO, s
- Georg Branting, advokat, s
- Valter Åman, direktör, s
- Ulla Lindström, fru, s
- Bertil Mogård, prost, s
- Gösta Elfving, chefredaktör, s
- Carl Albert Anderson, direktör, s
- Knut Johansson, förbundsordförande, s

## Stockholms län
- Emanuel Birke, grosshandlare, h
- Gunnar Lodenius, hemmansägare, bf
- Martin Söderquist, aktuarie, fp
- Ruth Hamrin-Thorell, redaktör fp
- Erik Alexandersson, häradshövding, fp
- Laur Franzon, köpman, s
- Annie Wallentheim, fru, s
- Einar Eriksson, direktör, s
- Erik Jansson, ombudsman, s
- Arne Geijer, LO:s ordförande, s
- Edvin Thun, tjänsteman, s

## Södermanlands och Västmanlands län
- Georg Carlsson, bf
- Hugo Osvald, fp
- Johan Persson, fp
- Gustav Fahlander, s
- Bertil Andersson, lantarbetare, s
- Sven Andersson, f.d. partisekreterare, s
- Sten Söderberg, s
- Gustaf Andersson, direktör sjukkassa, s
- Nils Ståhle, s

## Östergötlands län
- Carl Eskilsson, lantbrukare, h
- Ivar Johansson, hemmansägare, bf
- Johan Sunne, folkskollärare, fp
- Bengt Elmgren, överlärare, s
- Nils Strandler, f.d. folkskollärare, s
- Lars Larsson i Lotorp, typograf, s
- Erik Wärnberg, trävaruhandlare,  s

## Jönköpings län
- Torsten Bengtsson, redaktör, bf
- Theodor Johansson, lantbrukare, bf
- Hjalmar Weiland, fp
- Rudolf Boman, lantbrukare, fp
- Gustaf Heüman, inkasserare, s
- Göran Karlsson, redaktör, s

## Kronobergs och Hallands län
- Ebbe Ohlsson, lantbrukare, h
- Gärda Svensson, fru, bf
- Fritiof Karlsson, lantbrukare, bf
- Alvar Andersson (politiker), lantbrukare, bf
- Rune B. Johansson, bagare, s
- Eric Mossberger, ombudsman, s
- Ragnar Persson, f.d. läderarbetare, s

## Kalmar och Gotlands län
- Axel Mannerskantz, godsägare, h
- Nils Theodor Larsson, lantbrukare, bf
- Nils Franzén, lantbrukare, bf
- John W. Jonsson, f.d. kommunalborgmästare, s
- Georg Pettersson, skyddskonsulent, s
- Harry Apelqvist, verkmästare, s

## Blekinge och Kristianstads län
- Yngve Nilsson, lantbrukare, h
- Gustaf Elofsson, lantbrukare, bf
- Tor Wolgast, folkhögskollärare, bf
- Nils B. Hansson, länsjägmästare, fp
- Sten Åkesson, lantbrukare, fp
- Nils Elowsson, redaktör, s
- Rikard Svensson, byggnadssnickare, s
- Svante Kristiansson, fotograf, s
- Gunnar Berg, chefredaktör, s

## Malmöhus län
- Erik Hagberg, h
- Ivar Persson, bf
- Sigfrid Larsson i Svalöv, bf
- Alfred Nilsson, fp
- Ragnar Huss, stadsläkare, fp
- Rudolf Anderberg, s
- Eric Holmqvist, s
- Emil Ahlkvist, cementgjutare, s
- Axel E. Svensson, ombudsman, s
- Gunnar Lange, kansliråd, s
- Ingeborg Carlqvist, fru, s
- Alvar Mårtensson, s

## Göteborg
- Gunnar Svärd, partisekreterare, h
- Sven Ohlon, f.d. rektor, fp
- Edgar Sjödahl, f.d. lektor, s
- Anna Sjöström-Bengtsson, fru, s
- Per Bergman, ombudsman, s
- Anton Norling, metallarbetare, k
- Gunnar Öhman, redaktör, k

## Bohuslän
- Erik Arrhén, h
- Herbert Hermansson, bf
- Gunnar Spetz, lantbrukare, fp
- Gustaf Karlsson, redaktör, s
- Karl Andersson i Rixö, stenhuggare, s

## Älvsborgs län
- Ragnar Sveningsson, lantbrukare, h
- Otto Niklasson, lantbrukare, bf
- Torsten Andersson, redaktör, bf
- Anders Johansson, lantbrukare, fp
- Johan Kronstrand, f.d. fabrikör, fp
- Gunnar Sträng, f.d. förbundsordförande, s
- Knut Hesselbom, elverkschef, s
- Fritiof Boo, s

## Skaraborgs län
- Fritiof Domö, f.d. landshövding, h
- Sten Wahlund, professor, bf
- Josef Nord, lantbrukare, fp
- Birger Andersson, redaktör, s
- Justus Lindgren, småbrukare, s

## Värmlands län
- Oscar Werner, lantbrukare, bf
- Gerard de Geer, bruksdisponent, fp
- Östen Undén, f.d. universitetskansler, s
- Dagmar Ranmark, s
- Allan Grönkvist, s
- Oscar Carlsson, f.d. pappersarbetare, s

## Örebro län
- Margret Nilsson, bf
- Gustaf Sundelin, fp
- Robert Krügel, f.d. landsfiskal, s
- Lars Lindahl, reparatör, s
- Axel Jansson, ombudsman, s

## Kopparbergs län
- Lars Eliasson, bf
- Erik Lindblom, fp
- Einar Persson, s
- Karl Damström, s
- Gustaf Snygg, s
- Sven Aspling, s

## Gävleborgs län
- Bernhard Näsgård, lantbrukare, bf
- Einar Danmans, fp
- Rickard Sandler, f.d. landshövding, s
- Jon Jonsson i Fjäle, hemmansägare, s
- Erik Svedberg, hemmansägare, s
- Yngve Möller, chefredaktör, s

## Västernorrlands och Jämtlands län
- Olof Pålsson, bf
- Sven Sundin, lantbrukare, bf
- Axel Andersson i Örnsköldsvik, chefredaktör, fp
- Emil Näsström, kommunaldirektör, s
- Anselm Gillström, chefredaktör, s
- Erik Olsson i Krokom, distriktsöverlärare, s
- Hjalmar Nilsson, s
- Per Olofsson, s
- Carl Olsén, s

## Västerbottens och Norrbottens län
- Ragnar Bergh, h
- Nils-Eric Gustafsson, bf
- Uno Olofsson, hemmansägare, fp
- Per Jacobsson, fp
- Jakob Grym, kronojägare, s
- Lage Svedberg, s
- Hjalmar Nyström, s
- Thore Sörlin, s
- Uno Hedström, hemmansägare, s
- Helmer Persson, redaktör, k